# معركة سوق الواكي
معركة سوق الواكي هي معركة وقعت في أغسطس 2007 في قرية سوق الواكي التي تبعد بضعة أميال شمال القاعدة الجوية في البصرة جنوب العراق بين سرب فوج سلاح الجو الملكي البريطاني رقم 1 وحوالي 50 من جماعات مسلحة عراقية يعتقد انتمائهم إلى جيش المهدي بعد كمين نصبه مسلحوه لدورية بريطانية راجلة كانت تقوم بمهمة روتينية في المنطقة  من الجدير بالذكر أنه بسبب أدائه في المعركة فقد منح طيار في سلاح الجو الملكي وسام الصليب العسكري.

## المعركة
كانت دورية راجلة لقوة بريطانية تقوم بمهام انتشار روتينية في سوق شمال قاعدة البصرة الجوية حينما فتح عليهم مسلحين النار بالاسلحة المتوسطة والثقيلة استمرت المعركة ما يقرب من ساعتين وقتل واصيب خلالها عدد من الجنود البريطانيين فيما قتل 16 مسلحا على الأقل , مارتن بيرد عضو فوج سلاح الجو الملكي البريطاني قتل أيضا وقام العريف ديفيد هايدن بحمل جثمان بيرد لأكثر من 200 متر تحت نيران العدو للحصول على المعونة الطبية ومع ذلك فقد توفي بيرد متأثرا بجراحه وعن أفعاله أصبح العريف هايدن الطيار الأول من سلاح الجو الملكي البريطاني الذي يحصل على وسام الصليب العسكري.
فيما نجحت طائرة ميرلين تابعة لسلاح الجو البريطاني باخلاء الجنود البريطانيين بعد ساعات من الاشتباك وتحرك الجنود بميدان مفتوح تحت النيران مع تعرض الطائرة إلى اطلاقات نارية كثيفة

## الرسمة
المعركة كانت موضوع لوحة من قبل ستيوارت براون بتكليف من فوج سلاح الجو الملكي البريطاني. عرضت اللوحة في العديد من المباني العسكرية في جميع أنحاء المملكة المتحدة.

## انظر ايضاً
- حصار القواعد البريطانية في البصرة